# Mamma Mia! (film)
Mamma Mia! è un film del 2008 diretto da Phyllida Lloyd.
Adattamento cinematografico dell'omonimo musical, basato sulle musiche del gruppo svedese ABBA, su soggetto e sceneggiatura di Catherine Johnson.
Come il musical, il film prende il titolo dal brano Mamma Mia degli ABBA; quanto all'ispirazione, Johnson fin dai tempi del proprio lavoro teatrale ha negato ogni legame con la pellicola Buonasera, signora Campbell di Melvin Frank.
Diventato in Gran Bretagna il DVD più venduto di tutti i tempi con più di 5 milioni di copie al suo attivo, il film è stato distribuito negli Stati Uniti il 18 luglio 2008 e nelle sale italiane il 3 ottobre 2008.

## Trama
La ventenne Sophie, in procinto di sposarsi con il fidanzato Sky, vive sulla piccola isola di Skopelos in Grecia, dove, assieme alla madre Donna, gestisce un hotel chiamato Villa Donna. 
Sophie non ha mai conosciuto suo padre. Un giorno trova un vecchio diario della madre, in cui lei racconta la sua gioventù e i suoi tre grandi amori giovanili, tutti e tre risalenti al periodo del concepimento della ragazza. Credendo che uno di questi possa essere suo padre, decide di invitarli tutti e tre al matrimonio, all'insaputa della madre.
Sull'isola iniziano ad arrivare gli invitati, tra cui le migliori amiche di Sophie, Ali e Lisa, e anche quelle di Donna: la divertente scrittrice single Rosie e la ricca e tre volte divorziata Tanya. In gioventù le tre avevano fondato una band chiamata "Donna e le Dynamos". Giungono anche i tre vecchi amori di Donna: Sam Carmichael, Harry Bright e Bill Anderson. Sophie cerca di tenere nascosto l'arrivo dei tre ex fidanzati alla madre, ma Donna ben presto scopre la loro presenza e cerca di tenerli alla larga, soprattutto per proteggere la figlia che crede ignara di tutto.
Tra balli e canti Sam, Harry e Bill iniziano a sospettare che ognuno di loro potrebbe essere il padre di Sophie. Così, in momenti diversi, propongono tutti e tre alla ragazza di poterla accompagnare all'altare; Sophie non sa come comportarsi e durante la sua festa di addio al nubilato sviene.
Ad accompagnare Sophie all'altare sarà infine la madre. La resa dei conti arriva proprio durante la cerimonia: non potendo sapere chi è il padre, i tre uomini accettano di essere ognuno "padre per un terzo" di Sophie. Durante la cerimonia la ragazza si rende conto di non volersi sposare ma di voler prima vedere il mondo insieme a Sky che condivide il suo desiderio. Sam allora decide di chiedere a Donna di sposarlo e lei accetta. Il film si conclude con la festa di nozze in cui Bill e Rosie si fidanzano e Harry rivela di essere gay, mentre Sky e Sophie lasciano l'isola in barca.

## Colonna sonora
Di seguito la lista dei brani presenti nel film; le tracce contrassegnate da (*) non sono presenti nel CD della colonna sonora. Inoltre, durante il film si possono riconoscere altri due motivi degli Abba, anche se sono solo accennati: Donna ripete a bocca chiusa il ritornello di Fernando poco prima di incontrare i tre uomini, e la banda locale suona come marcia nuziale una versione molto lenta e solenne di Knowing me, knowing you
1. I Have a Dream (Prologo) – Sophie (*)
2. Gimme! Gimme! Gimme! (A Man After Midnight) – Motivo melodico dopo il prologo
3. Honey, Honey – Sophie, Ali e Lisa
4. Money, Money, Money – Donna, Tanya e Rosie
5. Mamma Mia – Donna
6. Chiquitita –Tanya e Rosie (*)
7. Dancing Queen – Tanya, Rosie e Donna
8. Our Last Summer – Sophie, Sam, Harry, Bill e Donna
9. Lay All Your Love on Me – Sky e Sophie
10. Super Trouper – Donna, Tanya e Rosie
11. Gimme! Gimme! Gimme! (A Man After Midnight) – Sophie, Ali e Lisa
12. The Name of the Game – Sophie (scena eliminata)
13. Voulez-Vous – Cast
14. SOS – Sam e Donna
15. Does Your Mother Know – Tanya e Pepper
16. Slipping Through My Fingers – Donna e Sophie
17. The Winner Takes It All – Donna
18. I Do, I Do, I Do, I Do, I Do – Cast (*)
19. When All Is Said and Done – Sam and Company
20. Take a Chance on Me – Rosie e Bill
21. Mamma Mia (Reprise) – Cast (*)
22. I Have a Dream – Sophie
23. Dancing Queen (Reprise) – Donna, Tanya e Rosie (*) (sigla finale)
24. Waterloo – Cast (*) (sigla finale)
25. Thank You for the Music – Sophie (sigla finale)

## Accoglienza

### Incassi

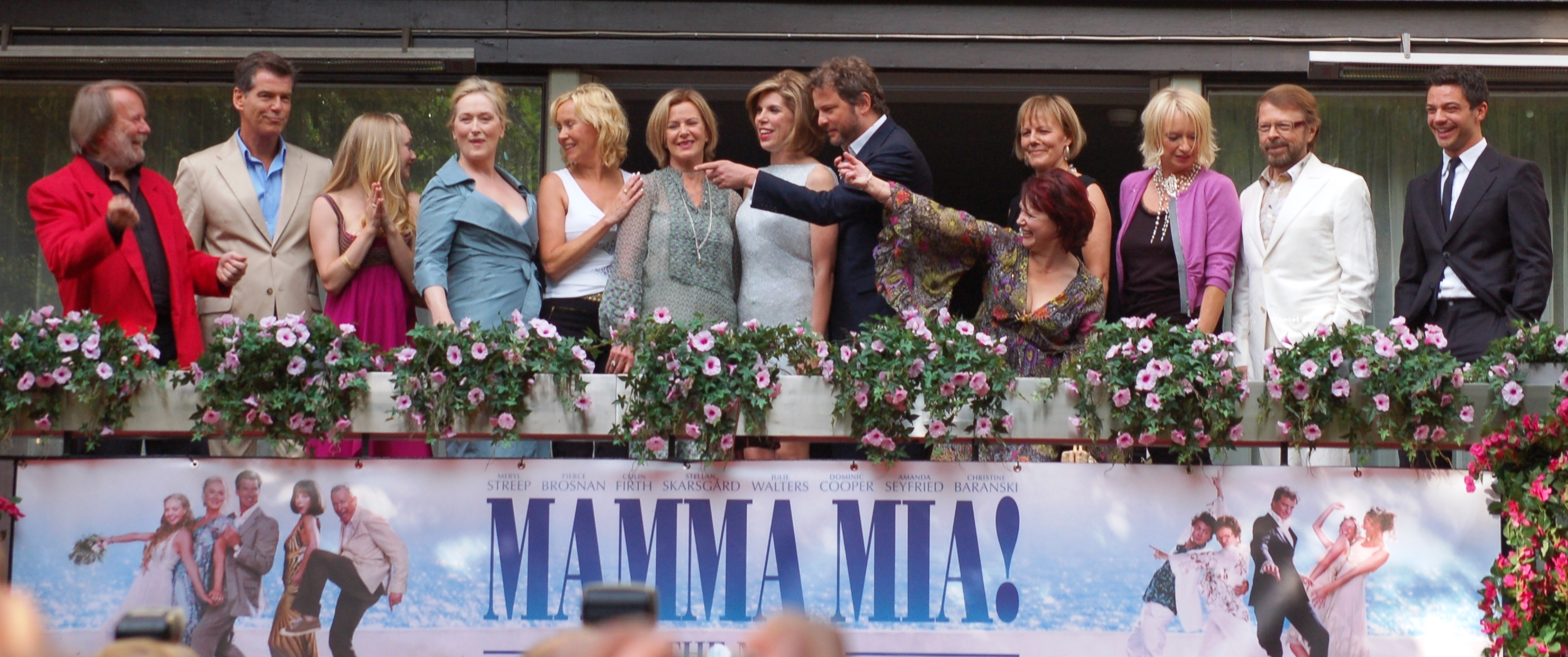
L'intero cast alla presentazione del film insieme agli ABBA

Mamma Mia! è il musical che ha incassato di più nella storia del cinema, guadagnando 144330569 $ negli USA e 550312397 $ nel resto del mondo.
Con 69,05 milioni di £ Mamma Mia! è il film che ha incassato di più anche nella storia inglese. In Italia nel primo fine settimana ha ricavato 1851134 €, diventando la miglior apertura di sempre per un musical in Italia. Nella classifica mondiale dei 10 film che hanno incassato di più nel 2008, si piazza al 6º posto con 69464200 $.
Nel periodo natalizio del 2008, dopo quasi tre mesi dall'uscita nelle sale italiane, rientra nella top 20 degli incassi (13 settimane – 6 schermi) rivelandosi uno dei migliori successi dell'anno.
In Gran Bretagna è il più venduto DVD di tutti i tempi, con più di 5 milioni di copie al suo attivo. Grazie all'exploit natalizio il film ha detronizzato Pirati dei Caraibi - La maledizione del forziere fantasma, attestato a 4,7 milioni di copie.

## Riconoscimenti
- 2009 – Golden Globe
  - Nomination Miglior film commedia o musicale
  - Nomination Migliore attrice in un film commedia o musicale a Meryl Streep
- 2009 – Premio BAFTA
  - Nomination Miglior film britannico a Judy Craymer, Gary Goetzman, Phyllida Lloyd e Catherine Johnson
  - Nomination Miglior esordio britannico da regista, sceneggiatore o produttore a Judy Craymer
  - Nomination Miglior colonna sonora a Benny Andersson e Björn Ulvaeus
- 2009 – Empire Awards
  - Miglior colonna sonora
- 2009 – MTV Movie Awards
  - Nomination Miglior performance rivelazione femminile a Amanda Seyfried
- 2008 – Razzie Awards
  - Peggior attore non protagonista a Pierce Brosnan
- 2008 – Satellite Award
  - Nomination Miglior attrice in un film commedia o musicale a Meryl Streep
- 2009 – Premio Amanda
  - Nomination Miglior film straniero a Phyllida Lloyd
- 2009 – Grammy Award
  - Nomination Miglior colonna sonora (per l'album Mamma Mia)
  - Nomination Miglior compilation per la colonna sonora
- 2009 – People's Choice Awards
  - Miglior canzone per una colonna sonora (Mamma Mia!) a Meryl Streep
  - Nomination Miglior film commedia
  - Nomination Miglior cast
- 2009 – Eddie Award
  - Nomination Miglior montaggio in un film commedia o musicale a Lesley Walker
- 2009 – Irish Film and Television Award
  - Miglior attrice internazionale a Meryl Streep
- 2009 – Golden Reel Award
  - Miglior montaggio sonoro (Colonna sonora) a Tony Lewis, Robert Houston e Martin Lowe
- 2009 – National Movie Awards
  - Miglior musical
  - Miglior performance femminile a Meryl Streep
  - Nomination Miglior performance maschile a Pierce Brosnan
  - Nomination Miglior performance maschile a Colin Firth
- 2009 – AARP Movies for Grownups Awards
  - Miglior attrice non protagonista a Christine Baranski e Julie Walters
  - Miglior personaggio separato a Pierce Brosnan
  - Nomination Miglior attore non protagonista a Pierce Brosnan
  - Nomination Miglior storia d'amore a Meryl Streep e Pierce Brosnan
- 2008 – Alliance of Women Film Journalists
  - Miglior film non amabile
  - Nomination Miglior attrice che sfida l'età e l'azione a Meryl Streep
- 2009 – Costume Designers Guild Awards
  - Nomination Migliori costumi a Ann Roth
- 2009 – Gold Derby Awards
  - Nomination Miglior montaggio sonoro a Nick Adams, Michael Barry, Michael Minkler e Dominick Tavella
- 2008 – Golden Schmoes Awards
  - Nomination Film più sopravvalutato dell'anno
- 2008 – Jupiter Award
  - Nomination Miglior attrice internazionale a Meryl Streep
  - Nomination Miglior attrice internazionale a Amanda Seyfried
- 2008 – Oklahoma Film Critics Circle Awards
  - Film non così ovviamente peggiore
- 2009 – Online Film & Television Association
  - Nomination Miglior canzone (Dancing Queen)
  - Nomination Miglior canzone (The Winner Takes All) a Björn Ulvaeus, Benny Andersson, Stig Anderson e Meryl Streep
- 2009 – Polish Film Awards
  - Nomination Miglior film europeo
- 2009 – Rembrandt Awards
  - Miglior film internazionale a Phyllida Lloyd
  - Miglior attrice internazionale a Meryl Streep
- 2008 – Women Film Critics Circle Awards
  - Miglior attrice in un film commedia a Meryl Streep
- 2008 – Women's Image Network Awards
  - Miglior attrice a Meryl Streep

## Sequel
A dieci anni dall'uscita del primo film è stato prodotto il sequel Mamma Mia! Ci risiamo, distribuito negli USA il 20 luglio 2018. Al riconfermato cast precedente si aggiungono Lily James, Jeremy Irvine, Hugh Skinner, Josh Dylan, Alexa Davies e Jessica Keenan Wynn, rispettivamente nei ruoli dei giovani Donna, Sam, Harry, Bill, Rosie e Tanya, insieme a Cher ed Andy García.